# Радованова порта
Радовановата порта (на хърватски: Radovanov portal) е главният вход на катедралата "Свети Лаврентий" в Трогир.
Тя е сред най-значимите средновековни порти по Адриатика и в Югоизточна Европа. Наречена е на авторът ѝ майстор Радован, който я резбова през 1240 година. За това свидетелства надписа над арката на портата, къде се е подписал като per Raduanum, въпреки че портата е напълно завършена през 14 век. Радовановата порта е смятана за най-монументалното произведение в романско-готически стил в Хърватия. Представя сцени от Първородния грях (Адам и Ева) и Изкуплението (Рождество Христово), христологичен цикъл, отделни светци и апостоли, изображения на месеците от годината и ловни сцени, които като едно цяло произведение обобщават различните стилови традиции – от южноиталианските до френските. Радовановата порта е сред най-високите художествени образци от това време.

## Описание
Портата е вградена постепенно в дебели стени на катедралата. Най-отгоре в люнета е изобразено раждането на Христос (обещанието за спасение), вместо на Страшния съд, каквато е традицията в западните катедрали. Двете арки на люнета представляват библейски сцени. Елементите с най-високо художественото изпълнение на портала се приписват на майстор Радован, и останалите – на неговите работници. Скулптурата на портала е типичен пример за готически реализъм и хуманизъм, но с черти от предходния романски стил.
На колоните от двете страни на портата има изобразени ловни сцени, обвити в растителни елементи, които правят сцените да изглеждат така, сякаш действието се развива в гората. На всяка колона на портата подробно са представени знаците и хороскопа работата и сцени от всекидневния живот, които имат ясно изразена пластичност. Като цяло човешките форми доминират в иконографията на портала. Най-отстрани в цял ръст са представени статуите на Адам и Ева, поставени върху 2 лъвски фигури.